# Distretto di Kanchanadit
Il distretto di Kanchanadit (in thailandese: คลองหอยโข่ง) è un distretto (amphoe) della Thailandia, situato nella provincia di Surat Thani.